# Wiederherstellungskonsole
Die Wiederherstellungskonsole ist eine Funktion von Windows 2000, Windows XP und Windows Server 2003, die dazu dient, eine nicht mehr funktionierende Installation des Betriebssystems Windows zu reparieren. Mit Windows Vista wurde die Wiederherstellungskonsole durch die Windows-Wiederherstellungsumgebung ersetzt, einem grafischen, auf Windows PE basierenden System.

## Aufrufen der Wiederherstellungskonsole
Die Wiederherstellungskonsole ist auf der Windows-CD enthalten und kann aufgerufen werden, indem von der CD gestartet wird und zu Beginn des Setups die entsprechende Option ausgewählt wird. Die Wiederherstellungskonsole prüft die Festplatte nach vorhandenen Installationen von Windows ab und benötigt das Administrator-Passwort, um ausgeführt werden zu können.
Die Wiederherstellungskonsole kann alternativ auch auf die Festplatte installiert werden. Hierzu muss die Datei winnt32.exe auf der CD mit dem Parameter /cmdcons aufgerufen werden. Dadurch wird ein Bootmenü in der boot.ini angelegt und bei jedem Systemstart die Möglichkeit angeboten, die Wiederherstellungskonsole zu starten.

## Funktionen der Wiederherstellungskonsole
Funktional handelt es sich bei der Wiederherstellungskonsole um eine kommandozeilenbasierte Shell. Auch wenn die Wiederherstellungskonsole vom Aussehen her MS-DOS bzw. der Eingabeaufforderung cmd.exe in Windows ähnelt, sind die Befehle nicht zueinander kompatibel, wenngleich sie in vielen Fällen sehr ähnlich sind.
Die Wiederherstellungskonsole bietet einige spezielle Befehle. So repariert der Befehl fixmbr den Master Boot Record eines Datenspeichers, meist eine Festplatte, und der Befehl fixboot den Bootsektor der Partition.
Standardmäßig ist der Zugriff auf die Festplatte stark eingeschränkt; es kann lediglich das Windows-Verzeichnis und dessen Unterverzeichnisse aufgerufen werden. Diese Einschränkung lässt sich in der Windows-Registry aufheben, sodass mit entsprechenden Befehlen der Zugriff auf die gesamte Festplatte und auch auf Wechselmedien möglich ist.